# Okręgowe rozgrywki w piłce nożnej woj. wileńskiego (1936)

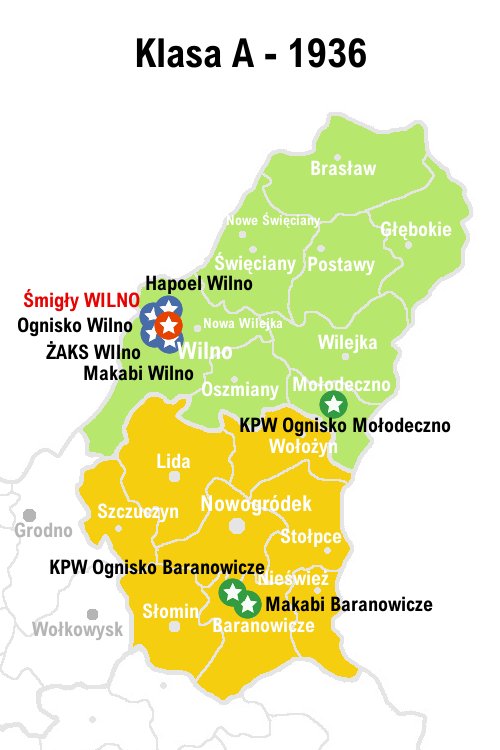
Kluby uczestniczące w Wileńskiej Klasie A w 1936 roku

14. Okręgowe rozgrywki w piłce nożnej województwa wileńskiego prowadzone są przez Wileński Okręgowy Związek Piłki Nożnej. 
W roku 1936 nastąpiła reorganizacja rozgrywek, tzn. przejście na system jesień-wiosna. Z tego powodu w sezonie 1936 rozegrano tylko jedną serię spotkań. Rozgrywki sezonu 1936/37 ruszyły dnia 31 sierpnia 1936r.
Podokręg Baranowicki

Drużyny z województwa nowogródzkiego występują w rozgrywkach tzw. prowincjonalnej klasy A i B (dwie grupy).
Mistrzostwo Okręgu Wileńskiego zdobył Śmigły Wilno.
| Rozgrywki | Poziomy rozgrywkowe w sezonie 1936 | Poziomy rozgrywkowe w sezonie 1936 | Poziomy rozgrywkowe w sezonie 1936 | Poziomy rozgrywkowe w sezonie 1936 | Poziomy rozgrywkowe w sezonie 1936 |
| --------- | ---------------------------------- | ---------------------------------- | ---------------------------------- | ---------------------------------- | ---------------------------------- |
| Centralne | I poziom ligowy                    | Liga                               | Liga                               | Liga                               | Liga                               |
| Okręgowe  | II poziom ligowy                   | Klasa A (Wileńska)                 | Klasa A (Wileńska)                 | Klasa A (Baranowicka)              | Klasa A (Baranowicka)              |
| Okręgowe  | III poziom ligowy                  | Klasa B gr. (Wileńska)             | Klasa B gr. (Wileńska)             | Klasa B gr. (Baranowicka)          | Klasa B gr. (rezerw)               |
| Okręgowe  | IV poziom ligowy                   | Klasa C Grupa Wileńska             | Klasa C Grupa Wileńska             |                                    |                                    |

## Rozgrywki ogólnopolskie
WKS Śmigły wystąpił w eliminacjach do Ligi, w pierwszej turze zwyciężając IV grupę eliminacyjną, następnie zajął w grupie finałowej 3 miejsce, które nie dawało promocji do Ligi.

## Klasa A - II poziom rozgrywkowy
Mecze o mistrzostwo WOZPN zwyciężyła drużyna Śmigłego, pokonując w dwumeczu zespół Makabi Baranowicze.
```
28.06.1936 - Makabi Baranowicze : Śmigły Wilno 2:9
30.06.1936 - Śmigły : Makabi (brak wyniku)
```

Grupa Wileńska

W związku z przejściem na system jesień-wiosna rozegrano tylko jedna rundę spotkań.
| Poz. | Drużyna       | M | Z | R | P | Bramki | Punkty | opis                    |
| ---- | ------------- | - | - | - | - | ------ | ------ | ----------------------- |
| 1    | Śmigły Wilno  | 4 | 4 | 0 | 0 | 15-3   | 8      | Przegrane elim. do ligi |
| 2    | Ognisko Wilno | 4 | 2 | 1 | 1 | 25-10  | 5      |                         |
| ?    | Makabi Wilno  | 3 | 1 | 1 | 1 | 11-9   | 3      | Brak 1 meczu            |
| ?    | ŻAKS Wilno    | 3 | 0 | 0 | 3 | 1-19   | 0      | Brak 1 meczu            |
| ?    | Hapoel Wilno  | 2 | 0 | 0 | 2 | 1-12   | 0      | Brak 2 meczów           |

- Tabela na podstawie wyników prasowych, kolejność prawidłowa. Brak wyników 2 meczów.
- Żadna drużyna nie spadła do klasy B.

Mecze:

- 2.05. - Śmigły : ŻAKS 3:0vo
- 3.05. - Ognisko : Hapoel 9:1
- 9.05. - Smigły : Makabi 4:1
- 10.05. - Ognisko : ŻAKS 10:0
- 17.5. - Śmigły : Hapoel 3:0vo
- 13.06. - Makabi : Ognisko 4:4
- 14.06. - Makabi : ZAKS 6:1
- 19.06. - Śmigły: Ognisko 5:2
- Makabi : Hapoel (brak wyniku)
- ŻAKS : Hapoel (brak wyniku)

Grupa Baranowicka
| Poz. | Drużyna                    | M | Z | R | P | Bramki | Punkty | opis                         |
| ---- | -------------------------- | - | - | - | - | ------ | ------ | ---------------------------- |
| 1    | Makabi Baranowicze         |   |   |   |   |        |        | przegr. mecze o mistrz.WOZPN |
| ?    | Ognisko Baranowicze        |   |   |   |   |        |        |                              |
| ?    | KPW Ognisko Mołodeczno (b) |   |   |   |   |        |        |                              |

- Brak wyników, 1 miejsce Makabi Baranowicze.

## Klasa B - III poziom rozgrywkowy
Grupa Wileńska
| Poz. | Drużyna            | M | Z | R | P | Bramki | Punkty | opis          |
| ---- | ------------------ | - | - | - | - | ------ | ------ | ------------- |
| ?    | Ognisko II Wilno   | 3 | 3 | 0 | 0 | 15-0   | 6      | Brak 2 meczów |
| ?    | Śmigły II Wilno    | 3 | 3 | 0 | 0 | 15-3   | 6      | Brak 2 meczów |
| ?    | Elektrit Wilno (b) | 4 | 2 | 0 | 2 | 8-9    | 4      | Brak 1 meczu  |
| ?    | Makabi II Wilno    | 2 | 0 | 0 | 2 | 1-6    | 0      | Brak 3 meczów |
| ?    | Hapoel II Wilno    | 2 | 0 | 0 | 2 | 0-6    | 0      | Brak 3 meczów |
| ?    | ŻAKS II Wilno      | 2 | 0 | 0 | 2 | 0-10   | 0      | Brak 3 meczów |

- Brak wyników 7 meczów.

Mecze - znane wyniki:

- 3.05. - Śmigły II : ŻAKS II 3-0vo
- 3.05. - Ognisko II : Hapoel II 3-0vo
- 3.05. - Makabi II : Elektrit 0-3vo
- 9.05. - Makabi II : Śmigły II 1:3
- 10.05. - OgniskoII : ŻAKS II 7:0
- 10.05. - Hapoel II : Elektrit 0:3
- 16.05. - Hapoel II : Śmigły II (brak)
- 17.05. - ŻAKS II : Hapoel II (brak)
- 17.05. - Ognisko II : Elektrit 5:0
- 23.05. - Ognisko II : Śmigły II (brak)
- 24.05. - Hapoel II : Makabi II (brak)
- 24.05. - ŻAKS II : Elektrit (brak)
- 13.06. - Ognisko II : Makabi II (brak)
- 14.06. - Hapoel II : ŻAKS II (brak)
- 14.06. - Śmigły II : Eletrit 4:2

Grupa Baranowicka
| Poz. | Drużyna           | M | Z | R | P | Bramki | Punkty |
| ---- | ----------------- | - | - | - | - | ------ | ------ |
| ?    | KPW Ognisko Lida  |   |   |   |   |        |        |
| ?    | Makabi Nowogródek |   |   |   |   |        |        |
| ?    | Makabi Słonim     |   |   |   |   |        |        |

- Brak wyników.

Grupa rezerw
| Poz. | Drużyna                   | M | Z | R | P | Bramki | Punkty |
| ---- | ------------------------- | - | - | - | - | ------ | ------ |
| ?    | Makabi II Baranowicze     |   |   |   |   |        |        |
| ?    | Ognisko II Baranowicze    |   |   |   |   |        |        |
| ?    | KPW Ognisko II Mołodeczno |   |   |   |   |        |        |

- Brak wyników.

## Klasa C - IV poziom rozgrywkowy
Grupa Wileńska
| Poz. | Drużyna           | M | Z | R | P | Bramki | Punkty |
| ---- | ----------------- | - | - | - | - | ------ | ------ |
| ?    | Śmigły III Wilno  |   |   |   |   |        |        |
| ?    | Ognisko III Wilno |   |   |   |   |        |        |
| ?    | Makabi III Wilno  |   |   |   |   |        |        |
| ?    | ŻAKS III Wilno    |   |   |   |   |        |        |
| ?    | Hapoel III Wilno  |   |   |   |   |        |        |
| ?    | Elektrit II Wilno |   |   |   |   |        |        |

- Brak wyników.